# Zvenenje v glavi (film)
Zvenenje v glavi je slovenski celovečerni film režiserja Andreja Košaka iz leta 2002. Film - posnet po istoimenskem romanu Zvenenje v glavi Draga Jančarja - je bil premierno prikazan na 5. Slovenskem filmskem festivalu, kjer je prejel nagrado za scenografijo Pepi Sekulič, ter Stopovo nagrado za igralca leta Ksenija Mišič in Jernej Šugman. Na 3. mednarodnem mediteranskem filmskem festivalu decembra 2002 v Kölnu / Kolognu je prejel prve tri nagrade: nagrado za najboljšo fotografijo Dušan Joksimovič, nagrado za najboljšo montažo Marko Glušac, Andrej Košak ter Jurij Moškon in posebno omembo žirije.